# Пиколино (Болцано)
Пиколино је насеље у Италији у округу Болцано, региону Трентино-Јужни Тирол.
Према процени из 2011. у насељу је живело 101 становника. Насеље се налази на надморској висини од 1078 м.